# Camille Cabana
Camille Jacques Lucien Cabana (* 11. Dezember 1930 in Elne, Département Pyrénées-Orientales; † 2. Juni 2002 im 7. Arrondissement („Arrondissement du Palais-Bourbon“), Paris) war ein französischer Verwaltungsbeamter und Politiker der Rassemblement pour la République (RPR), der unter anderem im Kabinett Chirac II nacheinander Beigeordneter Minister für Privatisierung im Ministerium für Wirtschaft, Finanzen und Privatisierung (1986) sowie Beigeordneter Minister beim Premierminister für Verwaltungsreformen (1986 bis 1988) sowie zusätzlich zwischen 1987 und 1988 Beigeordneter Minister beim Premierminister für Rückkehrer war. Er zudem von 1991 bis 1995 Mitglied des Senats.

## Leben
Camille Jacques Lucien Cabana, der aus einer katalanischen Gemüsegärtnerfamilie stammte, brach nach dem Grundschulabschluss seine schulische Ausbildung im Alter von 15 Jahren ab. Anschließend ließ er sich in Marokko nieder, wo er in der Postverwaltung arbeitete und war zuletzt Attaché der Zentralverwaltung im Ministerium für Post, Telekommunikation und Fernmeldewesen. 1962 begann er ein Studium an der École nationale d’administration (ENA), welches er 1964 als Absolvent der Promotion „Blaise Pascal“ abschloss. Danach wurde er als Beamter dem Innenministerium zugeteilt und kurz darauf ebenfalls 1964 Kabinettschef des damaligen Präfekten des Département Isère, Maurice Doublet, der neben Jacques Chirac eine der beiden Persönlichkeiten war, die seine Karriere entscheidend prägten. Während der Amtszeiten von Doublet als Präfekt des Département Seine (1966 bis 1967) und als Präfekt des damaligen Département Paris (1966 bis 1969) bekleidete er weiterhin den Posten als dessen Kabinettschef und wurde im Anschluss Kabinettschef des Polizeipräfekten von Paris, Maurice Grimaud. 1971 wurde er zum Leiter der Ausrüstungsabteilung der Generaldirektion der lokalen Behörden im Innenministerium ernannt und kehrte 1975 in die Pariser Präfektur zurück, wo er Kabinettschef des nunmehrigen Präfekten Jean Taulelle wurde. Anlässlich der ersten Wahl von Jacques Chirac zum Bürgermeister von Paris am 25. März 1977 trat er dessen Team bei und bekleidete nacheinander die Positionen des Stellvertreters für Stadtplanung und dann für Finanzen, bis er zum Generalsekretär der Stadtverwaltung Paris ernannt wurde. Er leitete bis 1986 rund 40.000 Pariser Stadtbeamte und fungierte ab 1983 zudem als Generaldirektor der Verwaltungsdienste des Départements Paris, wobei er bestimmte Dienstleistungen der Pariser Stadtverwaltung privatisierte.
Cabana wurde am 20. März 1986 als Beigeordneter Minister für Privatisierung im Ministerium für Wirtschaft, Finanzen und Privatisierung	 (Ministre délégué auprès du ministre de l’Économie, des Finances et de la Privatisation, chargé de la Privatisation) in das Kabinett Chirac II berufen und bekleidete dieses Ministeramt bis zum 19. August 1986. Im Anschluss fungierte er im zweiten Kabinett Chirac zwischen dem 19. August 1986 und dem 28. September 1987 als Beigeordneter Minister beim Premierminister für Verwaltungsreformen	(Ministre délégué auprès du Premier ministre, chargé de la Réforme administrative) sowie zuletzt vom 28. September 1987 bis zum 12. Mai 1988 Beigeordneter Minister beim Premierminister für Rückkehrer und Verwaltungsreformen (Ministre délégué auprès du Premier ministre, chargé des Rapatriés et de la Réforme administrative). Am 10. Februar 1991 wurde er für die Sammlungsbewegung für die Republik RPR (Rassemblement pour la République) kommissarisch als Nachfolger des am 29. November 1990 verstorbenen Raymond Bourgine zum Mitglied des Senats (Sénat) gewählt. Nach seiner regulären Wahl am 27. September 1992 vertrat er bis zum 24. September 1995 die Interessen von Paris, woraufhin Nicole Borvo Cohen-Seat zur neuen Senatorin gewählt wurde. Als Nachfolger von Edgard Pisani übernahm er Anfang 1996 den Posten als Präsident des Instituts der arabischen Welt IMA (Institut du monde arabe) und bekleidete diesen bis zu seiner Ablösung durch Denis Bauchard 2002. Für seine langjährigen Verdienste wurde er 2001 zum Kommandeur der Ehrenlegion ernannt und war ferner Offizier des Ordre national du Mérite, des Ordre des Palmes Académiques, des Ordre des Arts et des Lettres sowie Ritter des Ordre du Mérite agricole.

## Veröffentlichung
- Réformer l’administration, Éditions Albatros, Paris 1987